# Digimon Rumble Arena: 2
Digimon Rumble Arena: 2, conocido como Digimon Battle Chronicle en Japón, es un Videojuego de lucha Digimon del 2004 lanzado por Bandai Games para PlayStation 2, GameCube, y Xbox. Es la secuela del exitoso Digimon Rumble Arena y tiene un modo similar de Jugabilidad como el Super Smash Bros. Melee, excepto por su medidor de salud.

## Historia
Digimon Rumble Arena 2 se basa en las técnicas de digievolucionar un Digimon combatiendo en una batalla real para ver quién es el más fuerte competidor.

## Personajes
El juego cuenta con varios de los personajes de las cuatro primeras temporadas del anime : Digimon Adventure, Digimon Adventure 02, Digimon Tamers y Digimon Frontier. Cada uno tiene sus propios movimientos especiales y Digievoluciones, así como diferentes ataques normales y burlas.

### Personajes jugables por defecto
- Agumon:  Tiene una mezcla de fuertes ataques y débiles también, pero buena variedad en su ataque de aliento de pimienta. Él digievoluciona a Greymon y a WarGreymon.
- Gomamon:  Débil pero rápido y además muy resbaloso y sigiloso. Gomamon digievoluciona a Ikkakumon y a Zudomon.
- Biyomon:  Tiene una ventaja por su velocidad, pero su ofensiva y defensa son algo bajas. Biyomon digievoluciona a Birdramon y a Garudamon.
- Flamemon:  Tiene buena ofensiva y gran velocidad. Él puede digievolucionar a Agunimon y a BurningGreymon.
- Gabumon:  Lento pero con gran ofensiva. Sus digievoluciones son Garurumon y MetalGarurumon.
- Guilmon:  Un poco débil físicamente, pero es muy rápido en sus pies. Guilmon digievoluciona a Growlmon y a Gallantmon.
- Gatomon:  Ella es la más rápida del juego y además puede paralizar a sus enemigos. Digievoluciona a Nefertimon y a Angewomon.
- Patamon:  Su pequeño tamaño lo limita mucho, pero puede planear, lo que consiste en gran ventaja para él. Además es muy rápido y digievoluciona a Angemon y a MagnaAngemon.
- Palmon:  Ella es bastante rápida. Sus poderes consisten básicamente en Polvos de sueño y ataques con veneno. Togemon y Lillymon son sus digievoluciones.
- Tentomon:  Rápido y fuerte, tanto en ataque como en defensa. Tentomon puede digievolucionar a Kabuterimon y a Mega Kabuterimon.
- Veemon: es el digimon más poderoso en ataques cuerpo a cuerpo, es rápido y solo tiene ataques de a corta distancia que si te descuidas te deja en KO antes de que te des cuenta, Digievoluciona a Flamedramon e Imperialdramon.

NOTA: Algunos de los personajes nombrados anteriormente, no pueden ser jugados directamente. Por ejemplo, solo se puede ser Greymon mediante una digievolución en medio de batalla.

### Personajes jugables desbloqueables
Estos son personajes que no están disponibles al principio, y que deben ser desbloqueados durante el juego cumpliendo algunas condiciones. Todos los Digimon "Black" poseen la capacidad de absorber la energía de su oponente y estos son encontrados en Ataques sorpresa. 
- BlackAgumon: Una versión vírica de Agumon, un poco más lento pero más poderoso. Él puede digievolucionar a BlackGreymon y a BlackWarGreymon. BlackAgumon es desbloqueado luchando en el juego con 2 personajes diferentes o derrotándolo en un "Ataque sorpresa".
- BlackGabumon: Una candente versión de Gabumon. Puede digievolucionar a BlackGarurumon y a BlackMetalGarurumon. BlackGabumon es desbloqueado luchando en el juego con 2 personajes diferentes o derrotándolo en un "Ataque sorpresa".
- BlackGuilmon: Una versión oscura de Guilmon. Sus digievoluciones son BlackGrowlmon y ChaosGallantmon. BlackGuilmon es desbloqueado luchando en el juego con 2 personajes diferentes o derrotándolo en un "Ataque sorpresa".
- Duskmon: Bien balanceado, con un ataque de rango infinito y otro usando teleportación. Se debloquea luego de derrotarlo en el juego. No puede digievolucionar.
- MaloMyotismon: Es fuerte en su defensa y más en su ataque cuerpo a cuerpo. MaloMyotismon es desbloqueado luego de su derrota. Su Ultra movimiento codifica los controles de los otros jugadores.
- Diaboromon: Tiene un ataque giratorio y puede disparar un proyectil tan grande como el mismo. Su Ultra movimiento, revierte la digievolución de los Digimon presentes. Pero los que se encuentran en su etapa mínima (Novato) solo sufre algunos daños si se encuentran cerca.
- Omnimon: Bien equilibrado y capaz de realizar rápidos ataques combinados.

### Otros personajes
Estos personajes no son jugables pero hacen aparición o son nombrados durante el juego.
Calumon: Calumon regresa del juego original. Ocupa el papel principal en el minijuego multijugador Crazy Chase. Además aparece mostrando movimientos importantes antes de comenzar una partida.
Phantomon: Phantomon es invocado mediante el efecto aleatorio del "Chance Item".Aparece en mitad del escenario y corta en 2 al Digimon que logre alcanzar, provocando con su guadaña un KO instantáneo.Luego de un tiempo determinado, Phantomon desaparecerá de la pantalla.
D-Reaper: Aunque el personaje no aparece durante el juego, la etapa "Chaos Wastelands" se libra dentro de la categoría D-Reaper. El Clon Jeri puede ser en pleno vuelo al fondo.

## Modos de juego

### Un jugador
Para desbloquear muchos de los secretos del juego y para que algunos de los Digimon ocultos sean liberados se necesita jugar de este modo. La campaña pondrá a prueba el ingenio, los reflejos y la habilidad que el jugador y el Digimon elegido posea para soportar la variedad de escenarios y oponentes controlados por la computadora. Este modo se ordena en un "Árbol de Batallas". Después de la victoria en el primer partido (una batalla de uno contra uno en las Ruinas de la selva) el jugador podrá elegir entre cada vez más opciones para la próxima batalla, variando los oponente y los campos de batalla.
A medida que avance a través de las batallas, es posible que aparezcan nuevos competidores que desafien al jugador como los Digimon "Black" en escenarios y bajo circunstancias algo inusuales. Si el jugador puede adaptarse a esto y ganar, desbloqueará bien al oponente, al campo de lucha o a la nueva serie de reglas para su propio uso.

### Multijugador
Contra 3 adversarios, sean controlados por otros jugadores o por la computadora, se lucha mediante las reglas y circunstancias que el jugador prefiera. Al inicio solo existen 2 mini-Juegos: KO y Time Rumble, pero son 10 en total los cuales deben ser desbloqueados en el juego de 1 Jugador.
- Time Rumble o Batalla Contra Tiempo : El Reloj está en marcha y el ganador será el que tenga mayor cantidad de puntos cuando el Tiempo termine. Los puntos se hacen derrotando a los adversarios y evitando ser asesinado.

- Knockout Battle o Batalla a Muerte : Todos los competidores tienen la misma cantidad de vidas y cuando se produzca un KO pierde una de ellas. El Digimon que sobreviva y que sea el único que quede en el escenario gana el torneo.

- Keep Away o Mantente aislado : El jugador debe agarrar el "Huevo Espíritu" y correr antes de que se lo arrebaten. Cada cierto tiempo transcurrido será un punto para el Digimon. El que logre obtener la cantidad de puntos establecidos gana la partida.

- Poison o Veneno : Al inicio, un jugador es elegido para sufrir del veneno. Este lo matará lentamente hasta que se lo pase a otro competidor. El que sobreviva a la matanza y que sea el único jugador en pie gana la competencia.

- DigiRace o DigiCarrera : Cuando un Digimon llega a su última fase de Digievolución, puede realizar un "Ultra Movimiento" cuando llene su Digimedidor. Para llenarlo debe recoger Digi-Ups o Digi-Max. Cuando un Digimon realice la cantidad de Ultra Movimientos establecidos gana el torneo.

- Little versus Big o Pequeño contra el grande : Similar a la Batalla a Muerte pero esta vez, uno de los Digimon aparece en su última fase de Digievolución y todos los demás deben acabar con él. El que le del último golpe, al instante se Digievolucionará hasta su última fase. El último que quede vivo gana la partida.

- Spirit Collection o Colección Espíritu : Llueven Huevos Espíritu y el Jugador debe recogerlos. Aparecerán al azar en el Campo de Batalla o también cuando un jugador reciba un golpe (en vez de Digi-Ups arrojará Huevos). El que recoja la cantidad de Huevos establecida gana la competencia.

- King of the Hill o Rey de la Colina : La colina es una plataforma con una bandera plantada allí. El Digimon que permanezca allí por 3 segundos ganará un punto. El que gane la cantidad de puntos establecida será el Rey de la partida.

- Crazy Chase o Persecución loca : Atrapar a Calumon es la misión. Cada atrapada será un punto. Quien gane el número establecido de puntos gana la competencia. Pero Calumon no se dejará atrapar tan fácilmente.

- Speed o Velocidad : En los modos de arriba tiene la opción de escoger el ritmo: Lento, Medio o Rápido. Los principiantes pueden ser favorecidos por el ritmo más estratégico de un partido lento, mientras que los fanes de toda la acción apreciarán los reflejos involucrados en una batalla rápida.

### Practica
Aquí, el jugador puede perfeccionar sus habilidades. Consiste en una batalla sin fin donde se luchará contra un máximo de 3 jugadores hasta que uno de ellos quiera detener el juego. Se pueden hacer tantos puntos como sean posibles.

## Ambientes
Existen 10 escenarios disponibles de los cuales 8 vienen por defecto y los otros dos deben ser desbloqueados en el Modo de 1 Jugador. Los Campos de batalla van desde una Selva en Ruinas hasta un lugar en una dimensión desconocida.
- Jungle Ruins o Ruinas de la selva : De árbol en árbol y por encima de las ruinas antiguas de una civilización olvidada hay un lugar hermoso, donde se esconden muchos secretos. Sobre los árboles y bajo los puentes se pueden encontrar algunos tesoros, es el único lugar que no tiene trampas mortales(el ecenario no te mata).

- Danger Gulch o Pueblo Peligroso : Hay que tener mucho cuidado en este pueblo fantasma sobre el Salvaje Oeste. Barriles de TNT, Propiedades penetrables, Avisos Trampolines y Trenes Mineros asesinos pueden ser fatales, como también la mayor ventaja.

- Lava Lake o Lago de Lava : Hace calor y las piedras son débiles. La maldición de la calavera inundará el lugar y la jaula misteriosa no será suficiente escondite. Hay que tener precaución de no caer en la candente lava.

- Pier 47 Las grúas de carga están trabajando duro para apilar cajas en torno a los buques, lo que significa que mientras transcurre la batalla, el ambiente no estará quieto en ningún momento. Hay algunas cajas rompibles que guardan premios valiosos pero hay trampas ocultas que te pueden sumergir en lo profundo del mar.

- Rubber Tree Falls o Árboles y cascadas : Cientos de metros de altura. La cima de la gran cascada sirve como sitio para la diversión de los Digimon. Los árboles de hojas elásticas permiten rebotar hacia el puente de cuerda oscilante. Hay que tener cuidado, pues de caerse, es un largo camino hacia abajo.

- The Cannery o La fábrica de conservas : Las cosas se complican cuando el jugador se mueve sobre las cintas transportadoras de una planta enlatadora. Los pisos en constante deslizamiento amenazan con dejar caer el Digimon en el vientre de la máquina de conservas. Se debe tratar de mantener fuera de la máquina mientras que se golpea a los oponentes. La diversión cabe en una lata.

- Steamworks u Obras de Vapor : En medio del océano, en una plataforma petrolera flotante pasará tanto tiempo esquivando los chorros de fuego y otros de vapor. Es un lugar peligroso, lleno de tuberías con fugas y funcionamiento inestable. Por un descuido, cualquier Digimon terminará extra crujiente.

- Twisted Toy Town o Ciudad Retorcida de juguetes : Correr para vivir. Allí nada permanece igual por mucho tiempo. Todo colapsa bajo los pies de los jugadores, el suelo se desmorona, las plataformas desaparecen y la destrucción predomina. Por más tierno que parezcan los juguetes y las galletas, no hay que dejarse engañar(es el lugar más inquieto, engañador y peligroso).

- Ice Palace o Palacio de Hielo : Se desbloquea en el "Modo de 1 Jugador" en la parte inferior del Árbol de Batallas. Oculto en las profundidades se encuentra extrañamente hermoso, el mortal Palacio de hielo. Los Digimon no pueden evitar deslizarse a través de las plataformas peligrosamente resbaladizas. Las espinas de hielo caen por doquier y los candelabros fatales guardan un par de secretos.

- Chaos Wasteland o Baldío del Caos : Se desbloquea en el "Modo de 1 Jugador" en la parte superior o del medio del Árbol de Batallas. Un escenario incontrolable donde las plataformas bajo los pies de los jugadores se congelan, explotan, incendian, caen al abismo, se forman tormentas eléctricas, o hasta se invierte la gravedad. Sólo los más expertos pueden permanecer vivos allí.

## Artículos, Poderes, y Bonos
En cada etapa, dependiendo del modo en el que se está jugando, aparecen diversos objetos en lugares establecidos y en determinados momentos. Se debe tener cuidado con ellos pues pueden significar la diferencia entre la victoria y la derrota.
- Digi-Up: Parcialmente llena el DigiMedidor del Digimon.
- Digi-Max: Rellena el DigiMedidor del Digimon y al instante permite la Digievolución o en otros casos el "Ultra movimiento"
- Digi-Nuke: Una enorme explosión que extrae a los demás Digimon un 30% del Digimedidor convirtiéndolo en Digi-Ups.
- Fire-Up: Enciende en llamas al que lo tome y así, este jugador hará daño a los demás con solo tocarlos y además, sus ataques normales hacen un 25% más de daño.
- HP-Up: Cura el Digimon un 10% de su medidor de salud.
- HP-Max: Cura el Digimon por completo.
- Invencibility o Invencibilidad : Por un tiempo limitado, convierte al Digimon en un intocable. Cualquier ataque que lo golpee, rebotará sin causar ningún daño.
- Iron fist o Puño de Hierro : Los ataques del Digimon son más poderosos y envían al rival golpeado a volar.
- Life-Up: Proporciona al Digimon una vida extra.
- ChanceItems o DigiDispositivos : Estos dispositivos son de color amarillo con un signo de interrogación verde en su monitor. Hay que tener mucho cuidado con estos DigiDispositivos, porque se puede obtener algo bueno o conseguir algo muy malo. La función es al azar y la mayoría de estos afectará a todos los jugadores.

1. Body Snatchers o Ladrones de cuerpos : Todos los jugadores controlaran repentinamente otro Digimon, pero con su propio DigiMedidor y Medidor de salud.
2. De-Digivolution : Todos los jugadores pasaran a la Primera Fase de su Digievolución.
3. Digivolution-Convolution : Los Digimon Nivel 3 regresaran al nivel 1 y viceversa. Los Digimon nivel 2 digievolucionarán solo si van ganando, si no, volverán al nivel 1.
4. Digivolve All o Digievolucionar a Todos : Todos los jugadores digievolucionarán 1 nivel.
5. Lightning Strikes o Ataque de Rayos : Los cielos se iluminan con rayos por unos pocos segundos. Correr y cubrirse son la mejor opción.
6. Piñata: El Digimon se convierte en una indefensa Piñata en forma de burro que será perseguido por todos los competidores. El efecto no dura por siempre, luego de un tiempo, todo volverá a la normalidad.
7. Sleepy Time o Hora de la Siesta : Todos los demás Digimon, dormirán un rato hasta que el tiempo acabe o que el único jugador despierto los golpee.
8. Sympathy pains o Dolores Simpáticos : Aleatoriamente, todos los jugadores harán intercambio de salud, dejando en pie al menos fuerte, y debilitando al más saludable.
9. Summon Phantomon o Convocando a Phantomon : Phantomon aparece al azar, volando alrededor y atravesando plataformas como cualquier fantasma. Si alcanza a algún Digimon, sea quien sea, sufrirá una muerte instantánea. Como Phantomon no puede ser atacado, el mejor consejo es correr.